# Pavel Sedko
Pavel Sedko (tiếng Belarus: Павел Сядзько; tiếng Nga: Павел Седько; sinh 3 tháng 4 năm 1998) là một cầu thủ bóng đá Belarus. Tính đến năm 2017, anh thi đấu cho Dinamo Brest.

## Danh hiệu
Dinamo Brest
- Vô địch Cúp bóng đá Belarus: 2016–17